# Діти сонця (фільм, 1986)
«Діти сонця» або «Воїни сонця» (англ. Solarbabies, англ. Solarwarriors) — американський постапокаліптичний фільм 1986 р. студії Brooksfilms і режисера Алана Джонсона. Випущений на DVD 6 березня 2007. Він став другим і останнім фільмом режисера Алана Джонсона, який відомий по своїй роботі в ролі хореографа.

## Сюжет
Сюжет розгортається у постапокаліптичному майбутньому, в якому велика частина води на Землі перебуває під контролем. Майбутнє похмуре та контролюється Екопротекторатом (воєнізована організація, що управляє новим порядком планети). Є також діти, в основному, підлітки, які живуть у дитячих будинках, створених протекторатом, вони призначені для зомбування новобранців на їх службу. Головні герої складаються з Джейсона, лідера групи (Джейсон Патрік), Терри (Джеймі Герц), Тага (Пітер Делуіс), Кролика (Клод Брукс), Метрона (Джеймс Легро) і молодого глухого хлопчика, на ім'я Даніель (Лукас Хаас). Сироти грають у грубий спорт, який являє собою гібрид лакросса і роликового хокею. Гра — єдине, що їх об'єднує, крім марних спроб протекторату впоратися з ними.
Ховаючись у печері, Даніель знаходить таємничу кулю з особливими можливостями. Куля є іншопланетним розумом, що називається Бодай (англ. Bohdai), він дивом відновлює слух Даніеля та має інші здібності, такі як створення дощу в приміщенні. Інший сирота, Даркстар (Едріан Пасдар), бере кулю, сподіваючись, що він зможе використати її. Він залишає дитячий будинок на роликових ковзанах, і Даніель йде за ним. Інша частина групи слідує за Даніелем. Екополіція дізнається про Бодай, переслідуючи підлітків і ловить Даркстара зі сферою. Підлітки в результаті врятовані групою літніх злочинців, які називається Ековоїнами. Вони вийшли на пенсію через бойові дії та на чолі з давно втраченими батьками Терри. Підлітки залишають Ековоїнів і, використовуючи свої навички на роликах, увірвалися до Палацу Протекторату високого ступеня безпеки для зберігання води. Бодай створює першу грозу і та повертається у космос. Фільм закінчується тим, що підлітки плавають у відреставрованому океані, Даркстар повністю прийнятий у групу, Джейсона і Терра обмінюються поцілунком.

## Ролі озвучували
- Річард Джордан — Грок
- Джеймі Герц — Терра
- Джейсон Патрік — Джейсон
- Лукас Хаас — Даніель
- Джеймс Легро — Метрон
- Клод Брукс — Кролик
- Пітер Делуіс — Таг
- Пітер Кованко — Гевіел
- Адріан Пасдар — Даркстар
- Сара Дуглас — Шендрі
- Чарльз Дернінг — начальник в'язниці
- Френк Конверс — Грінтрі
- Терренс Манн — Айвор
- Брюс Пейн — Доггер

## Критика
Рейтинг фільму на сайті IMD 4,6/10, Rotten Tomatoes — 0 % від професійних критиків і 45 % аудиторії.